# Arterolane

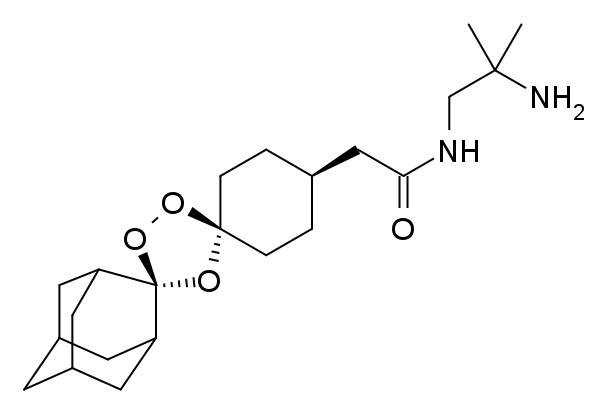
Molécule d'arterolane (représentation topologique)

OZ 277, Arterolane ou RBx 11160 est une molécule testée pour ses effets contre le paludisme. Les essais n'ont initialement pas donné de résultats satisfaisants, et la recherche successive se concentre sur une combinaison entre cette molécule et d'autres
Combinée à la piperaquine, elle donne des résultats satisfaisants, combinaison mise sur le marché en 2012 sous le nom de Synriam. Il s'agit du premier médicament dont la recherche et le développement se sont exclusivement fait en Inde.

## Molécule
OZ 277 est une molécule disposant à la fois d'un groupe ozonure (trioxolane) et d'un adamantane.
Elle est étudiée dans les années 2000 pour ses effets éventuels contre le paludisme.

## Historique
Un partenariat entre l'association Medicines for Malaria Venture (en) (MMV) et l'entreprise indienne Ranbaxy Laboratories effectue un essai clinique, financé à concurrence de 20 millions de dollars.
L'essai n'est pas concluant, d'autres molécules similaires identifiées entre-temps ayant un effet supérieur ou égal et MMV retire son financement en septembre 2007, tandis que Ranbaxy continue les tests, cette fois en combinaison avec d'autres molécules.
Un essai clinique de phase II est mené sur la combinaison OZ 277 / piperaquine (en) en 2009,, qui aboutit à une autorisation de mise sur le marché en 2012 en Inde sous le nom Synriam. Le Synriam est le premier médicament dont une recherche et développement de cet ampleur a lieu exclusivement en Inde. Synriam est par la suite introduit dans d'autres pays africains.
Fin 2014, le nombre d'un million de patients traités en Inde est publié.